# Theodore Thomas
Theodore Christian Friedrich Thomas (Esens, 11 ottobre 1835 – Chicago, 4 gennaio 1905) è stato un violinista e direttore d'orchestra statunitense, di nascita germanica.

## Biografia

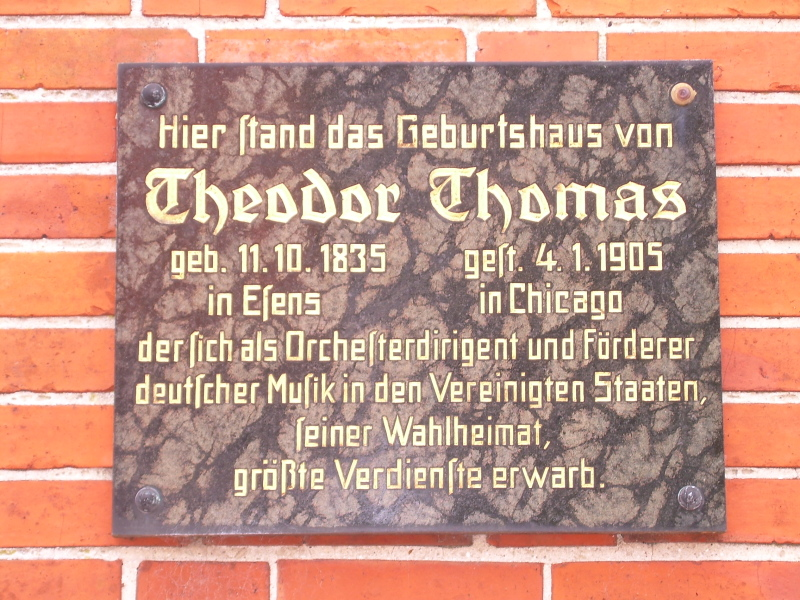
Targa commemorativa

Theodore Christian Friedrich Thomas è nato a Esens, in Germania, l'11 ottobre 1835, figlio di Johann August Thomas, violinista, e di Sophia, figlia di un medico di Gottinga. Ha ricevuto da bambino la sua prima educazione musicale riguardante il violino principalmente da suo padre.
È considerato uno dei primi americani direttori di orchestra di fama oltre che il fondatore e direttore della Chicago Symphony Orchestra.
Nel 1845, la famiglia si trasferì negli Stati Uniti d'America dove continuò a studiare musica, sotto la guida di Karl Eckert e di Louis Antoine Julien.
All'età di diciannove anni, ottenne l'invito di suonare con la orchestra New York Philharmonic Society e poco dopo si unì al pianista WIlliam Mason per esibirsi nei concerti. Da questa esperienza, sbocciò la Theodore Thomas Orchestra, fondata nel 1862.
Continuò a lungo la sua carriera di concertista arricchita dai numerosi incarichi, come la direzione della New York Philharmonic nel 
1877-1878, della Brooklyn Philharmonic Society (1862-1891), della Cincinnati College of Music (1878-1879), del biennale May festival sempre a Cincinnati (1873-1904.
Durante la sua direzione, Thomas introdusse diversi nuovi lavori sconosciuti alla platea di Chicago, tra i quali quelli di Anton Bruckner, Anton Dvorak, Edward Elgar, Alexander Glazunov, Edvard Grieg, Jules Massenet, Bedřich Smetana, Pëtr Il'ič Čajkovskij, e quelli del suo personale amico Richard Strauss.
Thomas sposò nel 1864 a New York la sua prima moglie, Minna L. Rhodes, insegnante presso la Miss Porter's School di Farmington; la coppia ebbe cinque figli: Franz Thomas, Marion Thomas, Herman Thomas, Hector W. Thomas e Mrs. D.N.B. Sturgis.
Thomas si sposò in seconde nozze a Chicago il 7 maggio 1890 con Rose Emily Fay (1853-1929), artista decorativa, figlia del rev. Charles Fay, e sorella di Amy Fay, pianista di spicco. È sepolta accanto a suo marito al Mount Auburn Cemetery, a Cambridge, nel Massachusetts.